# روبن بيلي
روبن بيلي (بالإنجليزية: Robin Bailey)‏ هو ممثل بريطاني (وحمل سابقاً جنسية المملكة المتحدة لبريطانيا العظمى وأيرلندا)، ولد في 5 أكتوبر 1919 في المملكة المتحدة، وتوفي بنفس المكان في 14 يناير 1999.

## وصلات خارجية
- روبن بيلي على موقع IMDb (الإنجليزية)
- روبن بيلي على موقع قاعدة بيانات برودواي على الإنترنت (الإنجليزية)
- روبن بيلي على موقع قاعدة بيانات الفيلم (الإنجليزية)